# Tamale
Ne pas confondre avec le tamal, un plat latino-américain.
Tamale (prononciation dagbani: 'tamalɛ') est la capitale de la région du Nord du Ghana, avec une population recensée de 202 317 en 2000 et estimée à 427 054 habitants en 2016. Elle est majoritairement peuplée de l'ethnie Dagomba parlant le dagbani et adepte de l'islam. La ville est localisée dans la partie nord du pays, où le paysage se fait savane, composée de prairies, d'herbages avec des arbres résistants à la sécheresse. 
Tamale, indépendamment d'être la capitale administrative de la Région du Nord, est aussi la capitale du district de Tamale métropolitain, qui regroupe une vingtaine de quartiers et de villages formant et entourant Tamale.

## Géographie[4]

### Situation
La ville de Tamale est située au centre de la région du Nord sur un terrain plutôt plat où l'altitude moyenne est de 180 mètres, et où de faibles dépressions favorisent la formation de courants d'eau saisonniers dont certains partent du site de Tamale (le Pasam, le Dirm-Nyogni et le Kwaha), en légère surélévation par rapport à son environnement immédiat. Quelques collines isolées sont également observables.

### Climat
La région de Tamale expérimente une saison des pluies d'avril/mai à juillet/août. Le total des précipitations annuelles est d'environ 1 100 mm apportés principalement par 95 jours d'intense pluie par an.
La saison sèche s'étend de novembre à mars et est dominée par un vent dominant qui vient du Sahara  - l'Harmattan - et qui souffle sur Tamale du secteur Nord-est. À l'inverse ce sont des vents humides venus du Sud qui dominent la saison des pluies.
Le maximum des températures se situe entre 28 °C (décembre) et 43 °C (mars) alors que les températures nocturnes minimales s'étagent de 18 °C (décembre) à 25 °C (février, mars).
| Mois                              | jan. | fév. | mars | avril | mai | juin | jui. | août | sep. | oct. | nov. | déc. | année |
| --------------------------------- | ---- | ---- | ---- | ----- | --- | ---- | ---- | ---- | ---- | ---- | ---- | ---- | ----- |
| Température minimale moyenne (°C) | 21   | 23   | 24   | 24    | 24  | 22   | 22   | 22   | 22   | 22   | 22   | 20   | 20    |
| Température maximale moyenne (°C) | 36   | 37   | 37   | 36    | 34  | 31   | 30   | 30   | 30   | 32   | 35   | 35   | 37    |
| Précipitations (mm)               | 2    | 9    | 50   | 77    | 113 | 155  | 169  | 203  | 203  | 231  | 77   | 3    | 1 100 |

### Végétation
La végétation dominante est formée de savanes où poussent des herbes hautes ainsi que de petits arbres résistants à la sécheresse comme le karité, l'acajou d’Afrique, etc.
L'alternance des saisons peut rendre la ville et ses environs verdoyants ou au contraire secs et poussiéreux, sujets aux feux de broussaille.

### Districts limitrophes
Le district de Tamale métropolitain est entouré par 5 districts :
| Tolon/Kumbungu | Savelugu/Nanton |                    |  |
|                | Tamale          | Yendi municipalité |  |
| Gonja ouest    | Gonja est       |                    |  |

## Démographie
La population de Tamale croit rapidement depuis ces 50 dernières années. On estime notamment qu'elle a doublé au cours des 10 dernières années :
| 1970   | 1984    | 2000    | 2010    |
| ------ | ------- | ------- | ------- |
| 83 653 | 135 952 | 202 317 | 466 723 |

## Lieux de culte
Parmi les lieux de culte, il y a principalement des églises et des temples chrétiens : Church of the Province of West Africa (Communion anglicane), Evangelical Presbyterian Church, Ghana (Communion mondiale d'Églises réformées), Convention baptiste du Ghana (Alliance baptiste mondiale), Lighthouse Chapel International, Église de la Pentecôte, Assemblées de Dieu, Archidiocèse de Tamale (Église catholique) .   Il y a aussi des mosquées musulmanes.

## Économie

### L'économie de base

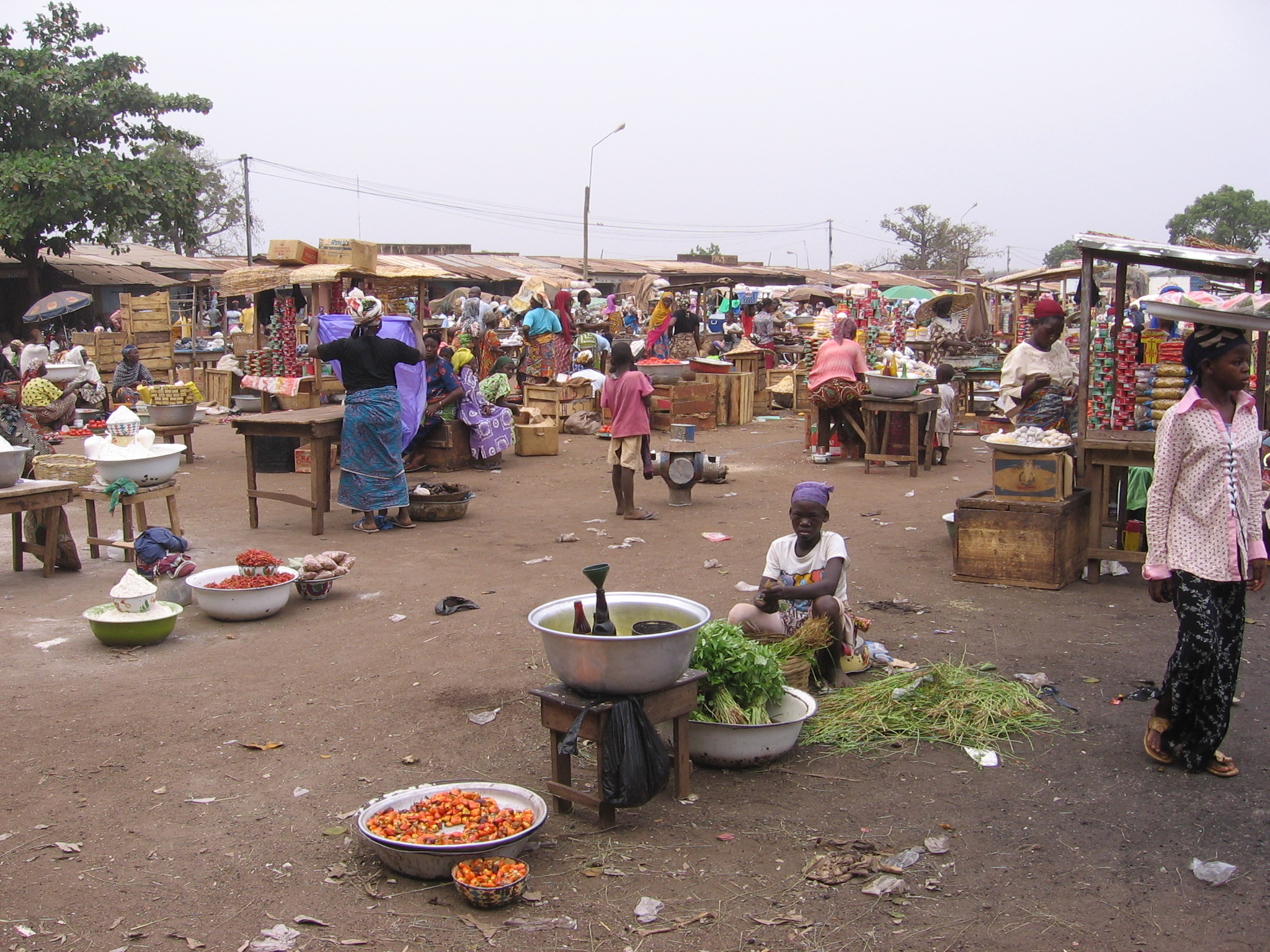
Marché à Tamale (2006)

Du fait de sa situation centrale dans la partie septentrionale du pays et de son emplacement stratégique sur l'axe Accra-Ouagadougou, la ville est le centre commercial du Nord du Ghana. Elle dispose de trois marchés principaux, dont le marché central et le marché Abuabu, où transitent des volumes importants de marchandises agricoles venues des régions environnantes et du Burkina Faso (maïs principalement, ignames, millet, sorgho, riz, arachide, tomates, oignons, etc.) ou des régions du Sud du pays (ananas, bananes, bananes plantain, etc.)
Le commerce d'ovins et de bovins tient également une place importante dans l'économie locale, notamment en raison de l'absence de mouche tsé-tsé au Nord du lac Volta.
Enfin, l'artisanat local et la production de produits semi-transformés comme le beurre de karité mobilisent une partie de la population active, notamment les femmes.

### Présence bancaire

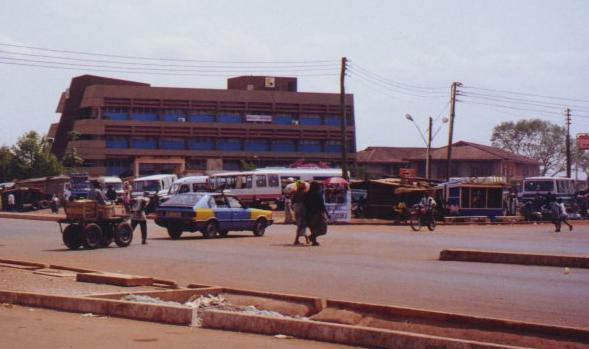
Banque dans le centre de Tamale (1999)

La plupart des grandes banques présentes au Ghana disposent d'une succursale à Tamale. On trouve ainsi les enseignes de Agricultural Development Bank, Barclays, Ghana Commercial Bank, Intercontinental Bank, National Investment Bank, Prudential Bank, SG-SSB (filiale ghanéenne de la Société générale), Stanbic Bank et Zenith Bank.

### La «capitale des ONG» du Ghana
Le secteur du développement a une place importante dans l'économie de la ville, même si la plupart des projets développés par les différents organismes sont géographiquement en dehors des frontières de la ville. Cette concentration d'organisations de développement a favorisé l'implantation d'une petite communauté d'expatriés. De nombreuses organisations ont en effet installé leurs bureaux à Tamale, notamment depuis les grandes inondations des années 1970. On compte notamment parmi les ONG :
- ActionAid
- CARE International Ghana
- Catholic Relief Services (CRS)
- Ghana Institute of Linguistics, Literacy, and Bible Translation (GILLBT)
- Grameen Ghana (qui n'est pas légalement liée à la Grameen Bank)
- Maata N'Tudu
- Northern Empowerment Association (NEA)
- World Vision

On trouve également un nombre important d'acteurs gouvernementaux tels :
- l'agence de développement néerlandaise SNV Netherlands Development Organisation
- UNICEF
- USAID

Cette concentration d'acteurs du développement vaut à Tamale ce surnom de « capitale des ONG » au Ghana.

## Transport

### Le réseau routier
La ville de Tamale est desservie par un réseau routier de qualité. Elle est reliée par une route goudronnée à la capitale du pays Accra via les villes de Buipe en Région du Nord et Kumasi en Région d'Ashanti (un autre itinéraire existe via la ville de Yendi en Région du Nord et de Ho en Région de la Volta mais le tronçon situé entre Kadjebi, au Nord de Jasikan et Yendi est formé de pistes difficilement praticables en saison des pluies). Vers le Nord, une route goudronnée relie Tamale à la ville de Ouagadougou au Burkina Faso via les villes de Savelugu et Walewale en Région du Nord, puis Bolgatanga, Navrongo et la ville frontière de Paga en Région du Haut Ghana oriental. Un embranchement vers la ville de Bawku au niveau de Bolgatanga permet de relier Tamale à l'extrême Nord-est du pays et au Nord du Togo. Enfin vers l'Ouest, Tamale est relié par une route goudronnée à la ville de Nyangpala et vers l'Est à la ville de Yendi. Les autres axes reliant Tamale aux autres grandes villes de la région (notamment Salaga, Damongo ou Wa) sont tous faits de pistes de qualité inégales.

### Transport aérien

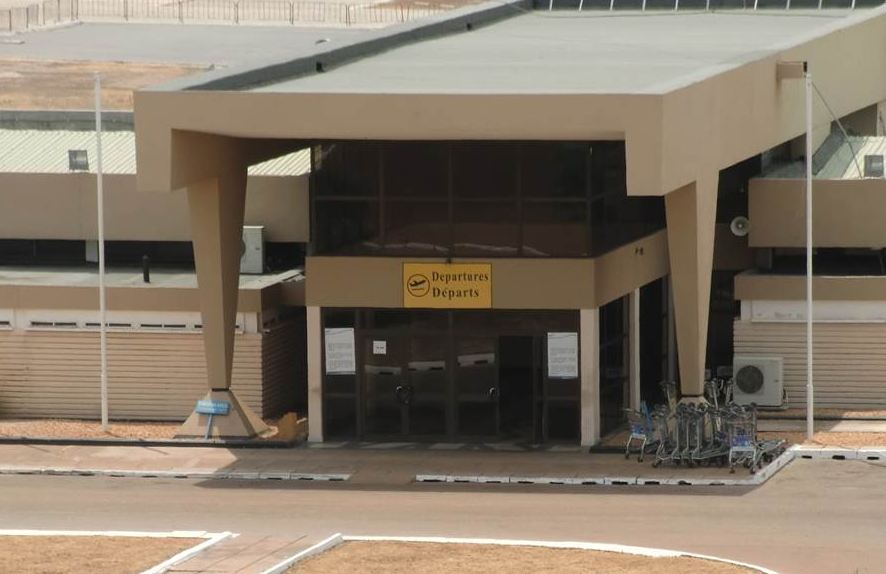
Aéroport de Tamale

Tamale dispose d'un aéroport international nommé Aéroport de Tamale, situé à proximité de la localité de Kogni dans le district de Tamale métropolitain, à une vingtaine de kilomètres environ au Nord du centre-ville.
L'aéroport accueille des vols civils et militaires grâce à une piste de 2 438 mètres de long sur 45 mètres de large. Des vols commerciaux quotidiens opérés par la compagnie Antrak Air Ghana relient Tamale à Accra.

## Architecture

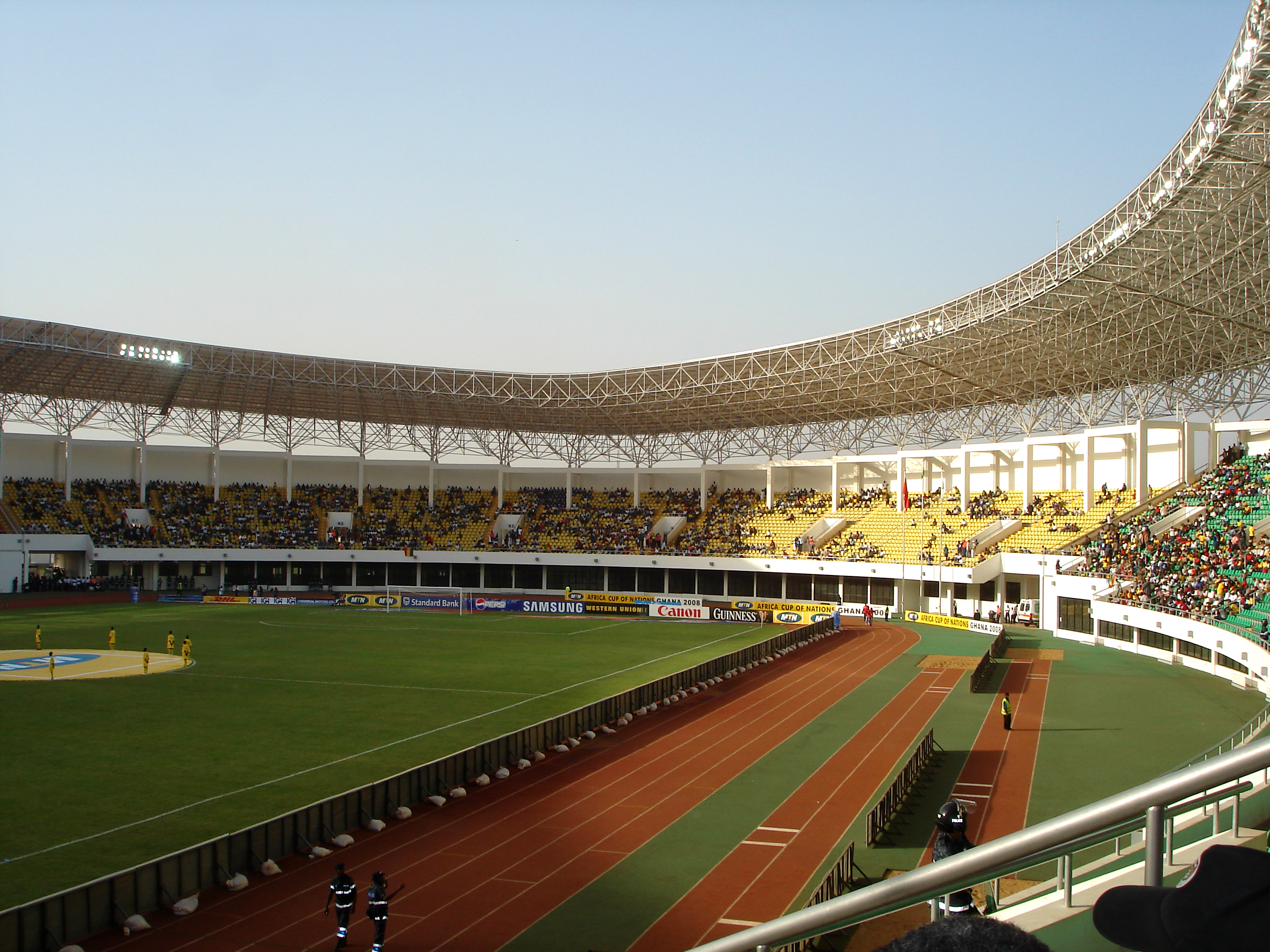
Tamale Stadium

La ville est un conglomérat de villages, la majorité des habitations sont en banco. Alors que la plupart des maisons sont couvertes de tôles métalliques ondulés, un bon nombre est couvert de feuilles d'arbres. Plusieurs de ces habitations possèdent une antenne TV et sont alimentées en électricité.

## Éducation
Tamale est le plus grand centre du Nord Ghana en termes d'institutions éducatives. Le système d'éducation ghanéen les classe en trois types : institutions tertiaires, institution éducative du second cercle et institution éducative du premier cercle. À ces institutions s'ajoutent une université publique et un institut supérieur privé :
- Tamale Institute of Cross-Cultural Studies
- University for Development Studies, basée à Tamale mais qui possède également d'autres campus à Wa (Région du Haut Ghana occidental), Navrongo (Région du Haut Ghana oriental), Bolgatanga (Région du Haut Ghana oriental) et Nyangpala (Région du Nord).

## Le réseau électrique et de communications
L'électricité provient du barrage hydroélectrique d'Akosombo situé au Sud-Est du Ghana. Le réseau électrique est relativement bien relié. Durant les périodes de sécheresse, un calendrier de délestage électrique est parfois appliqué sur la ville afin de rationner sa consommation et surtout pour permettre au niveau du lac Volta de ne pas passer au-dessous d'un seuil critique.
Le service téléphonique est disponible, ainsi que plusieurs réseaux de téléphonie mobile.
On trouve à Tamale de nombreux Cybercafés connectés à travers le réseau Africa Online, qui offre également un service de dial-up aux particuliers (le service Internet de base). Le centre d'Africa Online de Tamale possède un réseau satellite à 256 kbit/s, connecté à un serveur proxy pour surfer sur le World Wide Web. Tout le trafic TCP/IP est directement canalisé à travers une ligne à 64 kbit/s vers la capitale du pays Accra. Ainsi, le surf sur internet est parfaitement utilisable à Tamale, mais toutes les autres applications d'internet éprouvent des pertes de paquets de données et des problèmes intermittents.

## Personnalités liées à la ville
- Mariam Alhassan Alolo (née en 1957), prêtresse musulmane
- Yaba Badoe (née en 1955) est une cinéaste documentariste, journaliste et auteure.
- Mahamudu Bawumia (1963-), homme politique ghanéen.
- Ibrahim Mahama (1987-), artiste ghanéen.

## Jumelages
Tamale est jumelée avec:
- Louisville (États-Unis) depuis 1979[10]
- Fada N'gourma (Burkina Faso) depuis 2003[11]
- Niamey Commune II (Niger) depuis 2008[12]

## Source
- (en) Cet article est partiellement ou en totalité issu de l’article de Wikipédia en anglais intitulé « Tamale, Ghana » (voir la liste des auteurs).